# Aluminijev oksid
Aluminijev oksid, aluminijev(III) oksid ali glinica je anorganska spojina s kemijsko formulo Al2O3. Je najpogostejši aluminijev oksid. Najpogostejši polimorf je α-Al2O3, iz katerega je zgrajen mineral korund in draga kamna rubin in safir. Glinica je glavna surovina za proizvodnjo aluminija. Zaradi velike trdote se uporablja kot brusivo (abraziv), zaradi visokega tališča pa za izdelavo ognjevarne opeke.

## Nahajališča
Najpogostejša naravna kristalna oblika aluminijevega oksida je korund. Rubin in safir sta zelo redka draga kamna. Rubinu dajejo značilno temno rdečo barvo sledovi kroma. Safir je različno obarvan zaradi sledov nečistot, na primer železa in titana.

## Lastnosti
Al2O3  je dober električni izolator. Kot gradivo za proizvodnjo keramike ima relativno visoko toplotno prevodnost (30 Wm−1K−1). V vodi ni topen. Korund ali α-aluminijev oksid je zelo trd in primeren kot abraziv ali komponenta rezilnih orodij (svedri, noži …).
Aluminijev oksid daje kovinskemu aluminiju izredno dobro odpornost proti vremenskim vplivom. Kovinski aluminij zelo rad oksidira s kisikom iz zraka. Pri tem nastane na površini zelo tenak obstojen sloj aluminijevega oksida (4 nm), ki ščiti kovino pred nadaljnjo oksidacijo. Debelino in lastnosti zaščitnega sloja se lahko poveča z anodno oksidacijo (eloksacijo). Odpornost aluminijevega oksida se izkorišča tudi v aluminijevih bronzah, katerim se zaradi poboljšanja odpornosti proti koroziji dodaja 5–11 % aluminija. Aluminijev oksid, ki nastane z anodno oksidacijo, je večinoma amorfen. Z anodno oksidacijo v plazmi nastane v prevleki velik del kristalnega aluminijevega oksida,  ki poveča njeno trdoto.

### Amfoternost
Aluminijev oksid je amfoteren, se pravi da reagira s kislinami in bazami, na primer s klorovodikovo kislino in natrijevim hidroksidom:
Al2O3 + 6HCl → 2AlCl3 + 3H2O
Al2O3 + 6NaOH + 3H2O → 2Na3Al(OH)6 (natrijev aluminat)

## Struktura
Najpogostejša kristalna oblika aluminijevega oksida je termodinamsko stabilni korund. Kisikovi atomi v korundu tvorijo heksagonalni gosti sklad z aluminijevimi ioni, ki zapolnjujejo dve tretjini oktaedrskih vmesnih prostorov. Vsa Al3+ središča so oktaedrska (Z = 6). Korund ima torej trigonalno Bravaisovo mrežo s prostorsko skupino R3c. Osnovna celica vsebuje dve molekularni enoti aluminijevega oksida.
Aluminijev oksid obstaja tudi v drugih fazah: kubični γ in η, monoklinski θ, heksagonalni  χ, ortorombski κ in fazi δ, ki je lahko tetragonalna ali ortorombska. Vsaka faza ima edinstveno kristalno strukturo in lastnosti.
Tehnično pomemben je kubični γ-Al2O3. Za tako imenovani β-Al2O3 se je izkazalo, da je NaAl11O17.
Aluminijev oksid je malo pod temperaturo tališča sestavljen iz približno 2/3 tetraedričnega oksida (koordinacija Z = 4), 1/3 oksida s koordinacijo Z = 5 in zelo malo (manj kot 5 %) okteadričnega oksida (koordinacija Z = 6). Porušitev oktaedrov med taljenjem povzroči relativno veliko povečanje volumna (~ 20 %). Gostota taline blizu tališča je 2,93 g cm-3.

## Proizvodnja
Glavna surovina za proizvodnjo aluminijevega oksida in aluminija je ruda boksit, ki je sestavljena večinoma iz aluminijevih hidroksidnih mineralov. Mednje spadajo gibsit (Al(OH)3), bemit (γ-AlO(OH)) in diaspor  (α-AlO(OH)). Boksit vsebuje tudi nečistoče, predvsem železove okside in hidrokside, kremen in glinence. Aluminij se iz boksita pridobiva po Bayerjevem postopku:
AlO(OH) + H2O + NaOH → NaAl(OH)4
Al(OH)3 + NaOH → NaAl(OH)4
V natrijevem hidroksidu se raztopijo samo aluminijevi hidroksidi in SiO2. Netopni Fe2O3 se iz reakcijske zmesi odstrani s sedimentacijo in filtracijo. Ko se filtrat ohladi, se iz njega izloči oborina Al(OH)3, silikati pa ostanejo v raztopini:
NaAl(OH)4 → NaOH + Al(OH)3
Trdni Al(OH)3 (gibsit) se nato s kalciniranjem pretvori v aluminijev oksid:
2 Al(OH)3 → Al2O3 + 3H2O
Nastali produkt ni čisti korund, ampak je sestavljen iz več faz. Letna svetovna proizvodnja aluminijevega oksida je približno 45 milijonov ton. Večina (90 %) se ga predela v aluminij.
Aluminijev oksid, ki se uporablja kot izolator v integriranih vezjih, se pridobiva na samem vezju s kemijsko reakcijo med trimetilaluminijem (Al(CH3)3) in vodo:
2Al(CH3)3 + 3H2O → Al2O3 + 6CH4
Vodo v zgornji reakciji se v zadnjem času nadomešča z ozonom (O3) kot aktivnim oksidantom.  V tem primeru poteka naslednja reakcija:
2Al(CH3)3 + O3 → Al2O3 + 3C2H6
Izolacija, pripravljena z ozonom, ima v primerjavi z izolacijo, pripravljeno z vodo, 10-100 krat manjšo gostoto plazečih tokov.

### Proizvodnja v Sloveniji
Glinico je po Bajerjevem postopku proizvajala Kemična tovarna Moste  v Ljubljani, ustanovljena leta 1906. Njena naslednica Kemira KTM d.o.o. proizvaja samo še aluminijeve soli in druge kemične izdelke.
Glinico in aluminij še vedno proizvaja Talum d.d. iz Kidričevega, tamkajšnja tovarna je prvi aluminij proizvedla 21. novembra 1954.

## Uporaba
Večina aluminijevega oksida se porabi za proizvodnjo aluminija po elektrolitskem postopku. Uporablja se tudi za proizvodnjo ognjevarne keramike, zeolitov, pigmentov in zaviralcev gorenja in dimljenja.
Zaradi kemijske stabilnosti in bele barve je cenjeno polnilo za plastiko, sestavina sredstev za sončenje, včasih tudi črtal za ustnice, rdečil in lakov za nohte.
Aluminijev oksid katalizira različne industrijske kemijske reakcije. Najpomembnejša je pretvorba  vodikovega disulfida v odpadnih plinih rafinerij v elementarno žveplo in dehidracijo alkoholov v alkene. Kot nosilec katalizatorja se uporablja v procesih za odstranjevanje vodikovega disulfida 
2H2S + 3O2 → 2SO2 + 2H2O  (ΔH = -4147,2 kJ mol−1)
2H2S + SO2 → 3S + 2H2O
in nekaterih Ziegler-Nattovih polimerizacijah.
Aluminijev oksid je trd (po Mohsovi lestvici = 9) in žilav in se zato namesto diamanta na široko uporablja kot sredstvo za brušenje in poliranje.
V kemijskih laboratorijih se uporablja kot medij za kromatografijo.